# Chicxulub (krater)
Krater Chicxulub je starodavni udarni krater, ki se nahaja na polotoku Jukatan (Mehika). Nahaja se v bližini Chicxuluba, po katerem je tudi dobil ime. Krater ima premer več kot 180 km in velja za enega največjih vplivov nebesnih teles v zgodovini Zemlje. Udarec asteroida, ki je ustvaril krater, naj bi imel premer najmanj 10 kilometrov. 
Krater Chicxulub je odkril geofizik Glen Penfield, ki je na polotoku Jukatan delal v iskanju naftnih nahajališč v 1970-ih. Sprva Glen Penfield ni mogel potrditi, da gre za udarni krater in je opustil nadaljnje raziskovanje. Dokazi o vplivu nebesnih teles so udarni kremen, tektit in gravitacijske anomalije. 
Kasnejši dokazi so potrdili, da se je vpliv zgodil pred približno 65 milijoni let, na koncu kredne geološke dobe. Znanstveniki so udarec povezali z množičnim izumrtjem dinozavrov. Maja 2010 je skupina 41 znanstvenikov po 20 letih dela napovedala, da je edina prepričljiva razlaga izumrtja dinozavrov katastrofa po vplivu orjaškega asteroida Chicxulub. Znanstveniki so v besedilu, objavljenem v Journal of Science, zavrnili druge teorije, na primer velike vulkanske izbruhe, po preverjanju podatkov, pridobljenih v 20 letih paleontoloških, geokemičnih, podnebnih, geofizičnih in sedimentoloških raziskav grozljivega dogodka, ki je zaznamoval konec dinozavrov. 

## Strašen vpliv asteroida
Prvi udar asteroida je povzročil velike požare, strašne potrese, ogromne plazove, ki so povzročili cunamije. Končno je vpliv povzročil globalno zimo, da je le nekaj hladnokrvnih organizmov uspelo preživeti. Znanstveniki so potrdili, da je edinstvena plast naplavin po sestavi povezana s kamninami, ki jih najdemo okoli območja trka. Potrdili so tudi, da je v kamninah po vsem svetu prisotna velika količina mineralov, ki nastanejo, ko kamnine z veliko hitrostjo udarijo v nekaj. 
Konkurenčna teorija trdi, da je izumrtje dinozavrov povzročila vrsta supererupcij vulkanov v Indiji, ki je trajala približno 1,5 milijona let. Ti izbruhi so ustvarili več kot milijon kubičnih kilometrov lave, kar naj bi prispevalo k atmosferskemu ohlajanju in kislemu dežju po svetu. Znanstveniki so ugotovili, da ti izbruhi niso bili dovolj pomembni, da bi povzročili množično izumrtje dinozavrov. 